# Elżbieta Seferowicz
Elżbieta Maria Seferowicz z domu Rutkowska (ur. 5 czerwca 1935 w Warszawie) – polska polityk, działaczka związkowa, lekarka, posłanka na Sejm X i I kadencji (1989–1993).

## Życiorys
Córka Tadeusza (zm. 1944) i Marii (zm. 2000), działaczy Obozu Narodowo-Radykalnego. Ukończyła w 1962 studia na Wydziale Lekarskim Śląskiej Akademii Medycznej w Katowicach. W 1978 uzyskała stopień doktora nauk medycznych oraz specjalizację z zakresu dermatologii. W okresie 1953–1991 pracowała jako felczer i lekarz w szpitalach województwa katowickiego. W 1966 została członkinią Polskiego Towarzystwa Dermatologicznego.
Od 1972 do 1980 należała do Polskiej Zjednoczonej Partii Robotniczej. We wrześniu 1980 wstąpiła do Niezależnego Samorządnego Związku Zawodowego „Solidarność”. Zasiadała w prezydium sekcji krajowej służby zdrowia związku. W stanie wojennym została internowana na okres od 13 grudnia 1981 do 14 lipca 1982. W 1989 była członkinią komisji zakładowej w Zespole Wojewódzkich Przychodni Specjalistycznych w Katowicach oraz komitetów organizacyjnych Okręgowej Izby Lekarskiej w Katowicach i Naczelnej Rady Lekarskiej. W okresie 1989–1993 wchodziła w skład krajowego i regionalnego sekretariatu ochrony zdrowia „S”.
Od 1989 do 1993 sprawowała mandat posłanki na Sejm X kadencji z ramienia Komitetu Obywatelskiego z okręgu gliwickiego oraz I kadencji z listy NSZZ „Solidarność” z okręgu katowickiego, w czasie której przewodniczyła Komisji Zdrowia. W latach 1994–1997 pracowała w Instytucie Medycyny Pracy i Zdrowia Środowiskowego w Sosnowcu, a w okresie 1998–1999 była stałym doradcą Komisji Zdrowia w Sejmie III kadencji oraz doradcą wiceminister Anny Knysok. Od 2000 na emeryturze.

## Odznaczenia i wyróżnienia
W 2009 odznaczona Krzyżem Kawalerskim Orderu Odrodzenia Polski. W 2005 wyróżniona odznaką Śląskiej Izby Lekarskiej „Zasłużony dla lekarzy Pro Medico”.